# Hintere Waldhäuser
Hintere Waldhäuser (oder nur Waldhäuser, früher auch Waldhäusel oder Moderberger Waldhäuser) ist eine Rotte in der Marktgemeinde Bad Traunstein im Bezirk Zwettl in Niederösterreich.

## Geografie
Der Ort befindet sich ganz im Süden der Gemeinde. Er ist der Katastralgemeinde Prettles zugeordnet und liegt am Ostrand des Weinsberger Waldes an der Landesstraße L7198 zwischen Stein und Ottenschlag, 2,5 Kilometer östlich findet sich die Ortslage Vordere Waldhäuser in der Marktgemeinde Martinsberg.

## Geschichte
In Folge der Theresianischen Reformen wurde der Ort dem Kreis Ober-Manhartsberg unterstellt und nach dem Umbruch 1848 war er bis 1867 dem Amtsbezirk Ottenschlag zugeteilt.
Der Ort wird im Franziszeischen Kataster aus dem Jahr 1823 mit vier Gehöften gezeigt.
Im Jahr 1822 wurde der Ort als zerstreut liegende Waldhütten mit acht Häusern genannt (davon vier in der heutigen Ortschaft Vordere Waldhäuser), das nach Traunstein eingepfarrt war, wohin auch die Kinder eingeschult wurden. Die Herrschaft Rappottenstein besaß die Ortsobrigkeit, übte die Landgerichtsbarkeit aus, besorgte die Konskription und hatte die Grundherrschaft inne.
Nach dem Umbruch 1848 kam der Ort als Moderberger Waldhäuser zur ehemaligen Ortsgemeinde Moderberg.
Laut Adressbuch von Österreich war im Jahr 1938 in den Einzelnen Häusern Waldhäuser ein Fuhrwerker und mehrere Landwirte ansässig.
Nach der Auflösung der Ortsgemeinde Moderberg mit 1. Jänner 1968 wurde die Ortschaft geteilt, der westliche Teil mit 4 Häusern als Hintere Waldhäuser ein Teil der Großgemeinde Traunstein (hier der Katastralgemeinde Prettles zugeordnet), die östlicher liegenden 4 Häuser wurden als Vordere Waldhäuser mit 1. Jänner 1969 ein Teil der Gemeinde Martinsberg (hier der Katastralgemeinde Reitzendorf zugeordnet).